# Hulkihal, Gangawati
Hulkihal là một làng thuộc tehsil Gangawati, huyện Koppal, bang Karnataka, Ấn Độ.